# Wohnhaus Am Landherrnamt 1

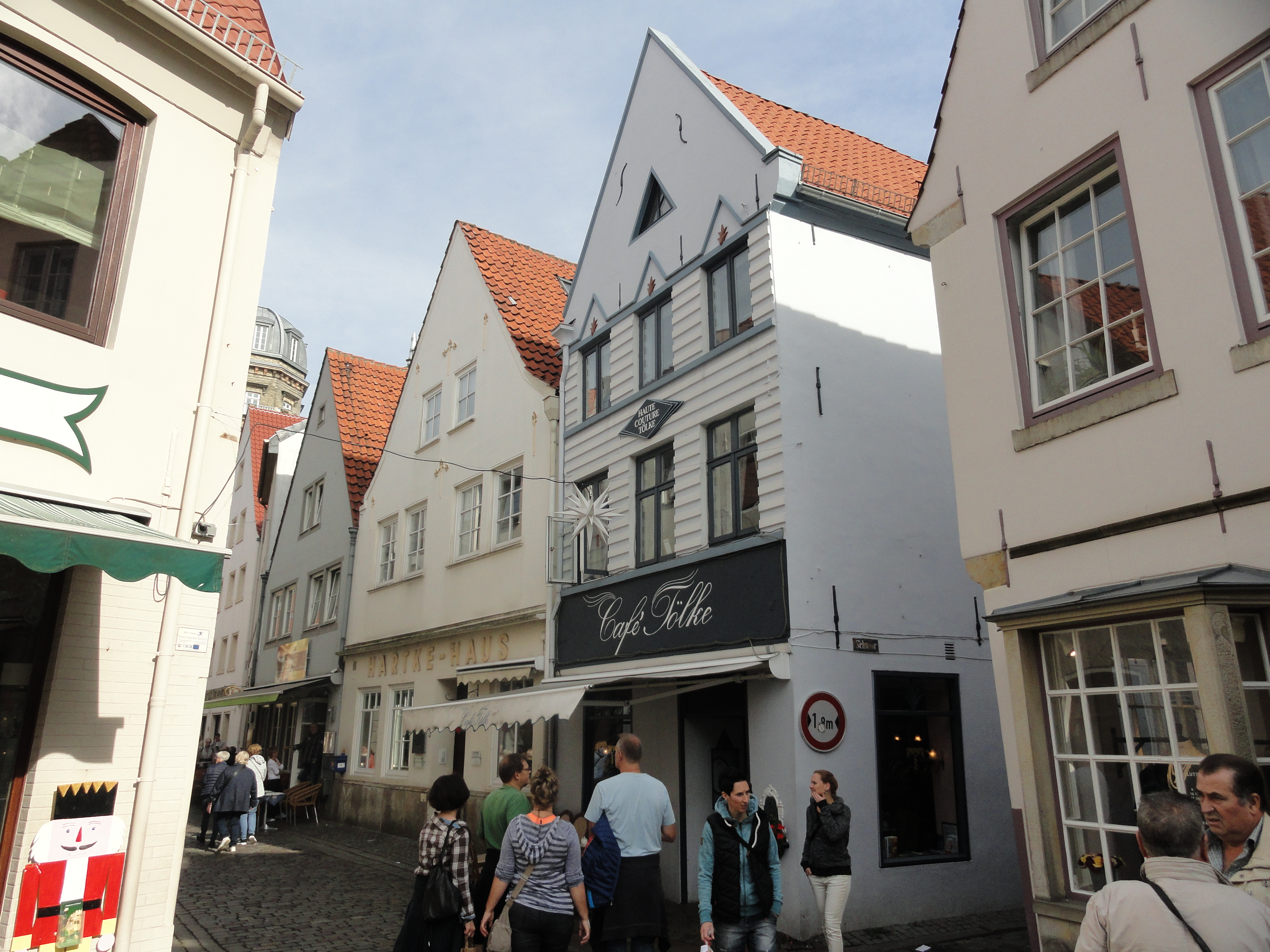
Am Landherrnamt 1 und 3

Das Wohnhaus Am Landherrnamt 1 befindet sich in Bremen, Stadtteil Mitte im  Schnoorviertel, Am Landherrnamt 1 Ecke Schnoor 23A. Es entstand im 17. – 18. Jahrhundert.
Das Gebäude steht seit 1973 unter Bremer Denkmalschutz.

## Geschichte
Die ursprüngliche Bevölkerung des Schnoors bestand überwiegend aus Flussfischern und Schiffern. In der Epoche des Klassizismus und des Historismus entstanden von um 1800 bis 1890 die meisten oft kleinen Gebäude. Im weiteren Verlauf wurde es zum Arme-Leute-Viertel, das in weiten Bereichen verfiel – vor allem nach dem Zweiten Weltkrieg.
1959 wurde von der Stadt ein Ortsstatut zum Schutz der erhaltenswerten Bausubstanz beschlossen. Die Häuser wurden dokumentiert und viele seit den 1970er Jahren unter Denkmalschutz gestellt. Ab den 1960er Jahren fanden mit Unterstützung der Stadt Sanierungen, Lückenschließungen und Umbauten im Schnoor statt.
Das dreigeschossige, verputzte Giebelhaus mit einem Satteldach und den horizontalen Streifen in den beiden Obergeschossen des Giebels wurde im 17. – 18. Jahrhundert in der Epoche des Barocks gebaut. Bei dem Umbau von um 1925 fanden viele innere und äußere Veränderungen statt.

Heute (2018) wird das Haus durch das Café Tölke in zwei Räumen im Kaffeehaus-Stil, von Büros und zum Wohnen genutzt.   